# Hylaeus maculosus
Hylaeus maculosus är en biart som först beskrevs av Heinrich Friese 1921.  Hylaeus maculosus ingår i släktet citronbin, och familjen korttungebin. Inga underarter finns listade i Catalogue of Life.